# タイタンフォール2
『タイタンフォール 2』（英:Titanfall 2）は、Respawn Entertainmentが開発し、エレクトロニック・アーツより2016年10月28日に発売したファーストパーソン・シューティングゲーム。略称はTF2。対応プラットフォームはMicrosoft Windows、PlayStation 4、Xbox One。本作では1人プレイ用のキャンペーンモードが導入された。

## 概要
2014年に発売された『タイタンフォール』の続編。時は未来、宇宙の果ての開拓宙域「フロンティア」を舞台に、プレイヤーは7m級の戦闘ロボット「タイタン」のパイロットとして巨大企業IMCと戦う、FPSゲーム。
発売後、開発会社であるリスポーン・エンターテインメントは、タイタンフォール2が予想よりも売り上げを伸ばすことが出来なかったと発言した。
次回作である『エーペックスレジェンズ』 のシーズン9「英雄の軌跡」の新コンテンツで追加されるタイタンの香りに当てられる繋ぎという事で、タイタンフォール2がSteamにて無料プレイを実施した。

## ストーリー

### 1部　パイロット・ガントレット
『タイタンフォール』の後、数年を掛けてフロンティアの四分の一を開放する事に成功するも、双方の戦いは激化の一途を辿っていた。
そんな中、フロンティア宙域辺境の惑星、タイフォンにIMCの極秘研究施設が存在するという情報が入り、ミリシアは偵察作戦を実行、空母ジェームス・マクアランを旗艦とする第9艦隊が投入された。旗艦内の訓練設備では、主人公のジャック・クーパー三等小銃兵が、上官であり師匠であるパイロット、タイ・ラスティモーサ大尉からパイロットになるための訓練を受けていた。
惑星上空へ到着した第9艦隊だったが、IMCの奇襲攻撃を受け壊滅。旗艦ジェームズ・マクアランは撃墜され、ポッドでの脱出を余儀なくされ、地上でIMC部隊の追撃を受ける。クーパーは先へ進むが、IMCのタイタンに行く手を阻まれ、万事休すと思いきやタイタンに乗ったラスティモーサ大尉が救援に現れる。クーパーを安全なところへ運ぶが、IMCが雇った傭兵部隊「エイペックスプレデターズ」の急襲を受け、奮戦虚しく大尉は敗北する。

### 2部　BT-7274
目覚めたクーパーは「プラウラー」と呼ばれる野生生物に襲われていた。装備も無くどうしようもなかったが、まだ息があった大尉がマシンガンを乱射してプラウラーを追い払う。だが、それは文字通り「最期の力」だった。死の間際、自分のヘルメットとジャンプキット、そして相棒のタイタン「BT-7274」をクーパーに託し、息を引き取る。大尉の遺したタイタン・BTを起動し、任務達成に向けて突き進む。

### 3部　血と錆
大尉から託された任務とは、敵地に単独で潜入したアンダーソン少佐と合流すること。道中で交戦していたフリーボーン中尉とシェーバー中尉を援護し（この時大尉と間違われる）、下水処理場で一時的にBTと離ればなれになってしまう。クーパーは道中で身動きが取れなくなっていたパブ軍曹の部隊と協力してIMC兵を殲滅し、BTとの合流のため下水ポンプを停止する。BTと合流し、IMC兵の無能さに痺れを切らしたケインと交戦。ケインを倒し、ケインから奪った無線でIMCの通信の傍受に成功する。

### 4部　深淵へ
BTが近道だと言うIMCの工場を抜けようとするが、カーゴリフトを起動した途端、マニピュレーターアームにBTが捕まってしまう。BTを追って施設の奥へと潜り込むクーパーだったが、施設を仕切るアッシュがアナウンスで「出口は上」「すぐには殺さない」と誘導してくる。言われるがまま上へ行くと、街を模した空間に出てきた。背景を写していたスクリーンの一部が開き、出てきたのはなんとミリシア兵。「前のでギリギリだった」などと訳の分からない事を言っているが、間髪入れずスペクターが投入される。これこそがアッシュの狙いであり、「すぐには殺さない」というのはIMCの機械兵士の改良のための実験台にするためだった。スクリーンの開閉部分からの脱出に成功し、ついにアッシュが施設の爆破を決断した。同じようなドームにいたBTと合流し、崩壊する施設から逃げようとするクーパーらの前にアッシュがたちはだかる。アッシュを倒し、BTらは崩壊寸前の施設から脱出する。

### 5部　結果と原因
アンダーソン少佐がいるという施設に入ったが、その施設はとっくに放棄され荒れ果てていた。施設を探索するが、突如視界が歪み、次の瞬間、廃れていたはずの施設が突如全盛期の姿になった。ケージの中の死に絶えていたはずの野生生物たちも生きている。次の瞬間、元の荒れ果てた施設に戻った。不審に思いBTに質問すると「時空に亀裂が入っているのが原因」と言われる。さらにこの施設に来るのは初めてのはずのBT自身の痕跡があるという。BTらは「時空の亀裂」は近くにあったリング状の構造物に関連があるのではないかと疑う。BTの指示でメインロビーに行くと、ロビーの天井にアンダーソンが上下逆で突き刺さっていた。アンダーソンは既に死亡しており、回収した彼のヘルメットに遺されたログを解析すると、アンダーソン少佐はミリシアSRSの司令官サラ・ブリッグスから「手首装着型デバイス」なるものを受け取っており、遺された他のログを見つけるため、クーパーは彼のデバイスを回収することになる。回収したデバイスは、タイムシフトを可能にする特殊なデバイスであり、これを駆使してクーパーは彼が残した他のログを回収していく。ログによれば構造物は「フォールド・ウェポン」と呼ばれる物であり「アーク」と呼ばれる膨大なエネルギーを持つが非常に不安定な物質を動力源とする古代兵器の試作型であること、そして完成型の完成が近いこと、完成型の攻撃目標がミリシアが拠点にしている惑星「ハーモニー」に定められている事が判明する。全てのログを回収したクーパーは、近くにあったリング状の構造物を調べていたBTから、構造物はフォールド・ウェポンの外周リングパーツであること、クーパーが過去（施設が廃れる前）に行った行動により、現在のセキュリティシステムがクーパー達に対して攻撃的になっている事を告げられる。「タイムシフトデバイスで過去にアクセスし、過去のアークをスキャンすれば、現在のアークの位置を特定できる」というBTの仮説を信じ、暴走するアークに向かって突き進む。アークの影響か、静止した世界の中でクーパーは朧げな意識でなんとかアークのスキャンを完了させる。

### 6部　ビーコン
クーパーは星間ビーコンを使って、サラへのフォールド・ウェポンの情報のリークを試みる。制御室に籠城していた仲間によると、肝心のビーコンが壊れており、修復には「アークツール」というものが必要になるが、今あるものは壊れており、センサーによればサブステーションにもう一個あるが、サブステーションがそもそも人間が入れる構造ではないという。人間離れした動きをこなせるパイロットであれば侵入できると考えたBTは、クーパーにアークツールを取りに行くよう指示する。アークツールを手に戻ってきたクーパーにBTは、「制御室にある電源装置をアークツールで全てONにして欲しい」と言う。だがその制御室はIMCの攻撃のせいか放射能が蔓延しており、クーパーが半死半生になりつつ電源をONにした事でビーコンの起動が可能になる。早速ビーコンを起動しようとするが、あと少しのところで停止してしまう。調査した所、モジュール交換の必要がある事が分かり、クーパーとBTはビーコンへ向かう。予備のモジュールがある施設とビーコン側の施設を繋ぐ橋が無いため、BTが考えだした方法は「クーパーを向こう側へ投げる」こと。さすがのクーパーも抵抗するが、それ以外方法がないのでクーパーは渋々BTの手に乗る。見事に着地できたクーパーはモジュールを取りに向かうが、ビーコンを使ってブリッグス司令官と交信しようとしているのがIMCに知られてしまう。ビーコン付近で待機していたBTと共に襲ってきたIMC兵を撃退し、モジュール交換のためBTにもう一度投げてもらう。アンテナの頂上まで登り、モジュールを交換するが、アンテナが自動で方向修正したことでクーパーは滑り落ちてしまう。落下死寸前でBTがキャッチしてくれ、なんとか死は免れる。何かと厄介なクーパーを完全に潰すため自ら出張ったリヒターを返り討ちにし、今度こそビーコンの起動に成功する。データを受け取ったサラはビーコンに赴くが、リークの内容よりもBTがパイロットではなく3等ライフルマンにリンクした事に驚愕した。パイロットの再配属を命じられるが、BTは戦闘効率評価が90%を超えたのを理由にクーパーとのリンク維持を要請する。要請は認可され、クーパーはアークを巡る総力戦へ身を投じる。

### 7部　火の試練
ミリシアは、IMCがアークを戦艦「ドラコニス」に乗せてフォールド・ウェポンへ運ぼうとしていることを突き止める。アークがあるIMCの基地を急襲し、犠牲を払いながらもIMCをあと一歩のところまで追い詰めるが、もう少しという所でアークの搬入作業が完了してしまう。ドラコニスに逃げられるが、ミリシアもIMCから強奪した輸送船「ウィドウ」に乗り込み、ドラコニスの追跡を開始する。

### 8部　アーク
ミリシアは傭兵部隊「6-4（シックスフォー）」に協力を要請する。6-4の協力もあって、早速護衛のドロップシップを次々と撃墜していく。ミリシアが優勢かと思われたが、突如現れた飛行型タイタン「ノーススター」にミリシア側のドロップシップが全滅させられる。
BTとクーパーの乗るウィドウも破壊され、クーパーは空に投げ出されるが、間一髪の所でバーカーに助けられる。「ドラコニスを守っている戦艦「マルタ」が邪魔で通れない」というサラの苦言に、6-4のパイロットが「クーパーをマルタまで送れる」と言う。BTに投げてもらい、6-4のドロップシップへ、ドロップシップからマルタへと飛びうつる。6-4パイロットの指示でマルタの機関砲を無効化し、6-4のパイロット達と合流する。IMC兵を薙ぎ倒しながら、クーパー達はマルタの制御室へと向かう。制御室を制圧し、マルタの制御を奪う。ここでBTと合流し、先程のノーススターに乗る「バイパー」との一騎討ちを始める。これまで地上の敵ばかりを相手にしてきたため、空を自在に飛び回るバイパーにはなかなか攻撃が当たらずクーパーらは苦戦を強いられる。やっとの思いでバイパーを倒し、マルタからドラコニスへ投げてもらおうとするが、バイパーはまだ終わっていなかった。戻って来たバイパーがBTに掴みかかり、またもやクーパーは空に投げ出される。BTの攻撃でタイタンハッチを失い、露出したバイパーを撃破する。バイパーの攻撃でBTは左腕を失っていたが、まだ動けると言うBTを信じ、クーパーとBTはドラコニスの中に入る。アークの保管場所にたどり着き、アークを格納容器からBTのコックピットへと移す。脱出しようとするが、それより先にドラコニスが墜落してしまう。

### 9部　フォールド・ウェポン
クーパーとBTはIMCに捕まり、エイペックスプレデターズのリーダー、クーベン・ブリスクに「タイタンにハッチを開けさせろ」と脅されるが、クーパーは臆せず、逆に「開くって、心をか？」などと挑発してみせる。が、今度は宙づり状態のBTを「ハッチを開けないならパイロットの頭を撃ち抜く」と脅す。BTはハッチを開くが、クーパーに「信じてください」と暗号でメッセージを送る。BTは力を振り絞って再び動き出し、小型ミサイルで抵抗するが、スローンの駆るイオンにアークを引き抜かれる。なおも抵抗するBTだったが、スローンにとどめを刺されてしまう。炎に包まれた部屋の中で、最早死を待つのみかと思われたが、まだ完全に停止していなかったBTがクーパーに「シアキット」を取るよう促す。それを最期にBTは動かなくなる。シアキットの中にはデータナイフ、スマートピストル、そしてBTの記憶が入ったメモリがあった。BTの遺した装備を手に、クーパーはIMCの施設を脱出する。「新しいタイタンが準備できた」と言うサラの言葉に従い、新たなタイタンを要請する。ペイントこそ違うが、投下されたのはBTと同じ「バンガード級タイタン」だった。BTのメモリを装填し、新たな体でBTが目覚める。新しくなったBTに乗り込み、フォールド・ウェポンへ向かう。ミリシア艦隊の援護もあって、BTとクーパーは遂にフォールド・ウェポンの制御室にたどり着く。制御室で待ち構えていたスローンを倒すが、今すぐ止めようと焦ってアークインシェクターを無理矢理引き下げたことで爆風が発生し、衝撃でBTの基幹システムがオーバーロードしてしまう。予備電源を入れ緊急再起動でなんとか動けるようになったBTは「なんとかして内側からフォールドウェポンを破壊して」と焦るサラに「私の露出したリアクターコアを使えばアークを不安定にできる」と言う。アークインジェクターに乗り込み、フォールド・ウェポンに向けてBTが発射される。BTは「プロトコル3（パイロットを保護）」に従い、クーパーを自身のコックピットから引き抜き、クーパーを爆発の圏外まで投げて逃がす。クーパーは瓦礫の中を飛び回りながらサラとの合流地点に向かう。瓦礫からバーカーの操縦するドロップシップに飛び移り、間髪入れずにジャンプドライブで宇宙空間へ逃げる。タイフォンはアークの爆発の影響で崩壊した。クーパー、サラ、そしてバーカーはドロップシップでハーモニーへと帰還する。

## 登場人物

### ミリシア
ジャック・クーパー
本作のストーリーモードの主人公。本来は空母MCSジェームズマクアラン所属のライフルマン（小銃兵）でありタイタンのパイロットではなかったが、ストーリーの成り行きでタイタン「BT-7274」の臨時パイロットとなる。BTの推奨によりサラ・ブリックス司令官が許可を与え、惑星タイフォンでの特殊作戦を続行することになる。上司であり、パイロット訓練の師匠であるラスティモーサを尊敬している。
BT-7274
通称BT（ビーティー）。ミリシアSRSのバンガード級タイタン。オートパイロットシステムを搭載している。ある特殊作戦に臨んでいた折に先任のパイロット、ラスティモーサが戦死した際に、彼の最期の指示により、クーパーを臨時パイロットとして迎え、作戦を続行することになる。高度なAIを搭載しており、会話によるコミュニケーションを初め、非常に柔軟な自律行動を行う。その仕草は、やや不器用ながらも人間的である。
正式なシャーシ番号(機体番号)は「ブラボー・タンゴ セブン・ツー・セブン・フォー」
タイ・ラスティモーサ
BT-7274の先任パイロットだった、「SRS」(Special Recon Squadron、特殊偵察中隊)所属のタイタンパイロット。
クーパーのタイタンパイロットとしての素質を見抜き、シミュレーションでパイロット訓練を行わせるなど目を掛けていた。
キャンペーン序盤で負傷したクーパーを救い単騎奮戦するが、敵対しているIMCの雇った傭兵部隊、エイペックスプレデターズらの奇襲を受け敗北した。死の間際クーパーにBTと任務を託した。
サラ・ブリッグス
前作にも登場。ミリシアSRSの特攻兵団の司令官。自身も真紅に塗装されたバンガード級タイタンを駆る女傑。
フリーボーン中尉
下水処理場付近で救援を要請した男性パイロット。クーパーが駆けつけたことで窮地を脱した。
シェーバー中尉
フリーボーン中尉と共に戦闘していた男性パイロット。
パブ軍曹
男性兵士。下水処理場で歩兵部隊が身動きが取れなくなり、無線で味方に警告した。
ロバーツ大尉
パブ軍曹と共にいた男性兵士。
エリ・アンダーソン少佐
ベテランのSRSパイロット。サラから惑星タイフォンの未知の施設に潜入する特殊作戦217を命じられ、タイムシフトが行える手首装着型デバイスを受け取っていた。作戦中に死亡。
コール大尉
ミリシア第三擲弾兵隊の隊長である男性兵士。部隊とビーコン制御室に籠城していた。
マコード軍曹
コール大尉の部下の男性兵士。
バーカー
前作にも登場。小型船を操縦して空中に投げ出されたクーパーとBT-7274を救った。アークが破壊された際はクーパーを回収した。
レイエス大尉
フォールド・ウェポンの制御室に向かうクーパーを援護した男性兵士。
ランディカー大尉
通信を行う男性兵士。

### IMC
エリアス・マーダー大将
ARES(Archaeological RESearch Division 考古学研究師団)の総司令官。
惑星タイフォンにて異星文明の遺物であるアークを研究し、それを動力源に用いるフォールド・ウェポンの実験をしていた。
エイペックス・プレデターズにアークの回収とフォールド・ウェポンまでの輸送を依頼する。
ダルノ中尉
アッシュからクーパーの排除を命じられた男性兵士。彼の部隊はアッシュの実験台にされた。

### エイペックスプレデターズ
クーベン・ブリスク
前作にも登場した元IMCの兵士。
今作では傭兵に転職し、傭兵部隊「エイペックスプレデターズ」（Apex Predators）を率いている。
本人も大型ガトリングガンを扱う「リージョン」を操るが、本編内で彼と戦うことはない。金の払いさえ良ければ味方を変える、正に傭兵そのもの。一見冷酷な人物でありながらも元指揮官だけあってチームの統率力は本物で、部下にはしっかり信頼を置く。また終盤では、彼なりの人間らしさを見せる。
エイペックスプレデターズはIMCでの指揮権を与えられ、彼の指揮する傭兵パイロット達がチャプターボスとして登場する。終盤でのIMCとの契約終了時にはクーパーに「APEX」と書かれたカードを渡した。
終戦後に退団し、『エーペックスレジェンズ』で開催されている「Apexゲーム」のコミッショナーに就任した。
ケイン
クーパーと最初に対峙するエイペックスプレデターズ所属のパイロット。火炎を操るタイタン「スコーチ」に搭乗する。左目が白色化しているのが特徴。重度の薬物中毒に侵されており、薬物の密売にも手を染めている。常にハイで好戦的だが、ミリシアタイタン数機を余裕で撃破する程の実力者。
リヒター
ドイツ語を話すエイペックスプレデターズ所属の副官。倒した敵兵の耳をちぎり取る趣味をもっている。
ブリスクにも「死体をいたぶるな」と注意されている。使用タイタンはトーン。
アッシュ
エイペックスプレデターズ所属のパイロットで女性の人造人間。使用タイタンは唯一剣を持つ「ローニン」。
礼儀正しい性格だが、クーパーや捕虜となったミリシア兵士、部下のIMC兵士を実験台として弄ぶ。
ブリスクがクーパーに懸賞金をかけ、自らクーパーに宣戦布告したが、敗れて破壊された。その後、大企業の『ヴィンソン・ダイナミクス』によって修復された。
スピンオフ作品の『エーペックスレジェンズ』のシーズン5で、プレイヤーの手で復活され、シーズン9に実装された『アリーナモード』のゲームマスターを担当し、シーズン11で新レジェンドとして登場した。
同作の90年近く前（フロンティア戦争からおよそ70年ほど前）の時点で人間のアシュレイ・リード博士だったことが判明した。
バイパー
航空用語を話すエイペックスプレデターズのパイロット。
真面目な性格で、ブリスクや同僚、部下達から厚い信頼を受けている。タイタン操縦の技能がメンバー中でもっとも高く、作中唯一の飛行型タイタン「ノーススター」を操縦する。
ストーリー後半で、ジャックの前に立ちはだかるが、激闘の末に戦死した。メンバーの中で唯一ヘルメットを被っているため、素顔が明かされていない。
スピンオフ作品の『エーペックスレジェンズ』で、素顔が判明した。また、娘の「ヴァルキリー（本名：今原 カイリ〈いまはら かいり〉）」がAPEXゲームに参加している。
スローン
クーパーと最後に対峙するエイペックスプレデターズの副リーダー的な立場の女性。ブリスクからの信頼も厚い。
冷酷かつ好戦的な性格で、正に職業軍人とも呼べる人物。ブリスク同様金が原動力だが、意外な一面を見せることもある。同じチームのケインやアッシュを信用しておらず、実力のあるバイパーに信頼を置いている。使用タイタンはイオンだが、改造によりローニンに搭載されているフェーズシフト機能が使用できる。
BT-7274に格納されたアークを取り出し、機体BT-7274を破壊した。IMCとの契約終了後、大金を目当てにクーパーと戦って敗れた。

### 6-4（シックスフォー）
ゲイツ
フリーランスの精鋭パイロット集団「6-4」を束ねる女性パイロット。ミリシアに加勢し、アークが積まれたIMCの船団を攻撃した。フォールドウェポンを攻撃する際には、マルタの燃料弾薬を運搬し援護した。
デービス
ドロズ
ベア
「6-4」所属の男性パイロット達で、apexのレジェンドミラージュの兄弟。

### その他
マーヴィン（M.R.V.N.）
前作にも登場した移動ロボット型汎用作業機。本作ではミリシアのMCSジェームズマクアランや惑星タイフォンのビーコン制御室の付近などに登場する。

## タイタン
本シリーズの代名詞。ロマン溢れる兵器の塊。今作では武装の変更やカスタマイズが行えなくなった代わりに機体のバリエーションが増加し、アビリティやパイロットによる対タイタン攻撃の多彩化等様々な変更点がある。
バンガード級
IMCからの鹵獲機が中心だったミリシア軍が開発した初のオリジナルタイタン。キャンペーンのみに登場。
標準的な20ミリチェーンガンを主武装とし、オプションにマルチロックオン可能なミサイルポッドと物理弾丸・ミサイルを受け止め跳ね返すヴォーテックスシールドを装備。
アビリティとしてチェーンガンの威力と攻撃速度を向上させるバーストコアを有している。
攻守走のバランスを高い水準で纏めた高性能機で、更には唯一武装の変更が可能、他種機体の武装やアビリティへ即座に切り替えられる高い汎用性を有する。
また、搭載されたAIユニットも高性能モデルで、ストーリーでは声紋分析を行うなど、戦闘情報を自己診断し学習・成長する事ができる。
トーン
前作のアトラス級タイタンを発展させた中量級タイタン。ロックオンマーキング機能を有する40ミリトラッカーキャノンを主武装とし、マーキングした敵機を追尾する6連発の追尾ロケット、内側からの射撃は通し、外からの攻撃を防ぐ防壁を設置するパーティクルウォール、隠れた敵の位置を探知するソナーロックを搭載する。コアアビリティ・サルヴォコアは視線誘導される大量のミサイルを発射するもので、障害物を回り込んで着弾させる芸当も可能。一発の威力が高いトラッカーキャノンや追撃のロケットに由来する火力と設置式防壁の防御力で中距離の射撃戦に秀でている。
スコーチ
前作のオーガ級タイタンを発展させた重量級タイタン。
焼夷グレネード弾で広範囲を燃焼させるテルミットランチャーを主武装とし、地面を伝い前方へ広がる熱衝撃波ファイアウォール、攻防一体のヒートシールド、燃焼ガス散布装置を射出する焼夷トラップを装備。 コアアビリティ・フレイムコアは広範囲化したファイアウォールの放出で視界内を焼き尽くす。武装・装備共に射程は短いが、攻撃範囲と持続ダメージが極めて高い近接戦向けの機体。
ローニン
前作のストライダー級タイタンを発展させた軽量級タイタン。
水平三連ショットガン・レッドウォールを主武装とし、攻撃にも防御にも使える巨大なブロードソードから電撃を帯びた斬撃波を放つアークウェーブ、別次元を通りワープ移動するフェーズダッシュを装備する。コアアビリティ・ソードコアは一時的にブロードソードの攻撃力とダッシュ性能を大幅に向上させ、重量級タイタンをも圧倒する。
脆さを速度と奇襲、防御力で補う一撃離脱に特化した機体で、ブロードソードの広い攻撃範囲と速さからパイロット相手の戦闘力も高い。
ノーススター
前作のストライダー級タイタンを発展させた軽量級で唯一飛行可能なタイタン。
チャージ時間で威力が上昇するプラズマレールガンをメインウエポンとし、着弾地点で分裂するクラスターロケット、敵機を捕縛するテザートラップ、ジャンプ位置で機体を固定するホバーを装備する。
コアアビリティ・フライトコアはホバーしながらロケット弾で空爆するもので、目立つ危険はあるが広範囲を爆撃できる。
ホバーで視界を確保してプラズマレールガンの大威力狙撃を撃ち込む遠距離戦機体だが、カウンターへの脆さも抱える玄人向けの機体でもある。
ブルート
キャンペーンにのみ登場するノーススター級のバリエーション機。
主武装を単発発射も可能な4連装ロケットランチャー、テザートラップをヴォーテックスシールドに換装した汎用型機体。
イオン
前作のアトラス級タイタンを発展させた中量級タイタン。
中威力のエネルギー弾を連射、或いは拡散して発射するスプリッターライフルを主武装とし、超高初速のレーザーショット、ヴォーテックスシールド、地雷を設置するトリップワイヤーを装備する。
コアアビリティ・レーザーコアは機体正面から大出力のレーザーを発射するもので、重量級タイタンでも致命打に成り得る強力な威力を有する。
攻防のバランスがいい汎用機体だが、スプリッターライフルの通常モード及びレーザーコア以外の武装は単一のジェネレーターに依存しておりシビアなエネルギー管理を求められる。
リージョン
前作のオーガ級タイタンを発展させた重量級タイタン。
対タイタン用ガトリングガン・プレデターキャノンを主装備とし、弾丸の散布範囲と有効射程を変更するモードスイッチ、砲身を軸に展開するガンシールド、数十発の散弾、もしくは貫通する炸裂弾を発射するパワーショットを装備する。
コアアビリティ・スマートコアは弾丸にホーミング機能を付与し、効果時間内は弾数を無限化するもので、画面内に捉えた敵を自動でロックオンし、弾丸を叩き込む強力なアビリティ。
遠近両方に対応できる強力な射撃機体だが、武装がプレデターキャノンのみという極端に偏った機体構成をしている。
モナーク
ヴィンソン・ダイナミクスがミリシアのバンガード級タイタンの残骸を解析して完成されたバンガード級のデッドコピー。
オリジナルと比べて所々パーツが少ない。
主兵装は"XO-16"。リージョンのプレデターキャノンに次ぐ威力と発射レート(秒間12発)を持ち、距離による威力減衰も控えめ。装弾数がレートの割に少ないのが欠点。副兵装に右肩のロケットサルヴォ、左肩のエネルギーサイフォンを装備する。
コアアビリティ・アップグレードコアは、出撃前にプレイヤーが設定した通りにタイタンが強化される。また、コア発動時にシールドが回復する。
《エネルギーサイフォン》
HPダメージは微弱だが、タイタンシールドの削り効果は高く、着弾した敵に移動阻害・視界妨害効果を付与する。  更に着弾時に自機シールドを回復できる。
《ロケットサルヴォ》
右肩のロケットポッドから無誘導・低弾速のロケット弾を6連射する。ロケットは渦巻くような独特の軌道で飛んでいく。
《再武装》
背部武装コンテナの再展開を行い、「ダッシュ」「エネルギーサイフォン」「ロケットサルヴォ」のクールタイムを省略する。

## 装備品
マッチ前に、プレイヤーは自分の装備を予め選択し、マッチ開始時、またはマッチ中に装備を切り替えることができる。
戦術アビリティ、武器、軍需品、キットは、選択したものをひとつのセットとして「カスタムパイロット」に保存する。
「タイタン」と「ブースト」は「カスタムパイロット」とは別に設定する。「タイタン」はタイタンごとにキットの設定を保存可能。
戦術アビリティ
プレイヤーが任意で発動する特殊能力。これの選択により戦闘スタイルが大きく異なる。使い方次第で戦いを有利に進めることができる。ただし、一度使用すると再発動に時間を要する。尚、選択によってパイロット自体の見た目も変化する。
・クローク
自身の体を透明化して、相手の視界から姿を眩ます。奇襲や逃走など、幅広く使える。また、キャンペーンで使用できるのはこのアビリティの簡略版である。
・パルスブレード
クナイのようなものを地面や壁などに突き刺し、突き刺した地点から一定範囲の敵を壁越しでも視認できるようにする、索敵用の能力。敵に刺せば一撃で倒せる。手に持ったまま殴られて倒されるとたまに相手に刺さる。
・グラップル
フック付きワイヤーを射出、壁などに突き刺し、ワイヤーを巻き取る力で長距離を移動する。敵兵士やタイタンにも刺せる。
・興奮剤
興奮剤の入った注射を自身に使用することで、体力回復速度を強化し、一定時間機動力が増す。
・増幅壁
小型のエネルギー式で外側からの攻撃を吸収し、内側からの銃弾を威力を増幅させて通す特殊なバリケードを設置する。
・フェーズシフト
ローニン級タイタンのフェーズダッシュと同等の能力。短時間だけ別次元に転移し、攻撃を一切受けなくなる、いわば無敵状態。
・ホロパイロット
自身と全く同じ姿をしたホログラムを生成し、囮として展開する。相手の注意を引いて攻撃の隙を作る、変則的な能力。
武器
主軸となるメインウェポン、取り回しが良いサブウェポン、タイタンなどの大型兵器に有効な対タイタン兵器の3種類を装備可能で、その全てがオリジナル、もしくは前作からの続投である（実銃は存在しない）。火薬を使うものもあれば、エネルギー弾を飛ばすものまで。また、銃に残弾数を表示するディスプレイがついたものもある。
武器にはカスタマイズ要素として、「MOD」と「サイト」がある。これらは同じ武器を使い込み、その武器のレベルを上げることで解放される。
「MOD」は武器に付けられる追加効果で、弾倉サイズ増加や、取り回しが良くなるもの、特殊能力の再発動を加速させるものなどがある。
「サイト」は武器を構えたときに、狙いを付けやすくするものでFPSではお馴染みの要素。本作のサイトは、近未来が舞台なだけあって、ホログラムが用いられていたり、敵をサイト越しに強調表示するものまである。
アサルトライフル：中距離を主に戦うダメージもそこそこある汎用性の高い武器。
サブマシンガン：近距離戦に対して使われる武器。
ライトマシンガン：遠距離サイトを装着することで中〜遠距離に対してダメージの強い武器。
ショットガン：近距離戦に対して高威力のダメージを出し、迅速に敵を排除することが可能な武器。
スナイパーライフル：遠距離にいる敵を倒すのに最適な武器。
ランチャー：エネルギー砲弾や鉛砲弾を射出し、激的ダメージと範囲ダメージを起こす武器。パイロットだけでなくタイタンにも有効的。
ピストル：片手で持つ銃。画面内の敵をロックオンして弾が標的に自動で発射されるものまである。
タイタンウエポン：タイタン専用武器。グレネードランチャーやライフルなど多数存在する。
軍需品
所謂手榴弾などの投擲物。戦闘では連続で使用できる個数は制限されているが、戦術アビリティ同様、時間経過で再使用が可能になる。扱いが難しいが強力な装備である。
キット
常時発動/条件で自動発動する補助能力。パイロットとタイタンの双方に装着可能で、パイロットの方は全員共通だが、タイタンの方は共通キットに加え、タイタンごとに専用キットが存在する。タイタン用キットについては、そのタイタンの能力を更に引き出すもの、弱点を補うものなど多岐に渡り、装備内容次第でタイタンの運用方法が大きく変わる。
ブースト
満タンになるとタイタンが使用可能になる「タイタンビルドゲージ」が一定量貯まった時に任意で発動できる能力。戦術アビリティに比べると発動機会が少なく、補助能力的な内容が多い。

## マルチプレイヤー
今作のマルチプレイモードでは、他作品と異なり、勝敗が決してもそこで試合終了ではなく、負けた側は撤退戦、勝った側は追撃戦に入る。
消耗戦
2チームに分かれてポイントを稼ぐモード
一定ポイントを先取すれば勝利。
ポイントを稼ぐ手段は、敵パイロット(プレイヤー)を倒す、敵タイタンを破壊する他、敵ミニオン(歩兵、スペクター、ストーカーなど)を倒すことでも稼げる。

## 用語解説
虎大Industry
読みはそのまま「コダイ インダストリー」。
中国系の様な表記で勘違いされがちだが、れっきとした日本企業。バンガード級タイタンもここで作られている。
パイロット
歩兵での戦闘訓練とタイタンの操縦訓練を受けた優秀な兵士。